# مايكل آرثر (طبيب)
السير مايكل جيمس بول آرثر زميل أكاديمية العلوم الطبية (من مواليد 3 أغسطس 1954) هو أكاديمي بريطاني كان العاشر في منصب عميد ورئيس كلية لندن الجامعية بين عامي 2013 ويناير 2021. وكان آرثر يشغل في السابق منصب رئيس مجموعة راسل للجامعات البريطانية ونائب مستشار جامعة ليدز بين سبتمبر/أيلول 2004 و2013.

## النشأة
وُلِد آرثر في بورلي لندن، إنجلترا. التحق بمدرسة برنت ميل في هارلو، إسيكس. كان والده صانع خزائن وكانت والدته موظفة اتصال طلابية في كلية زراعية. التحق بجامعة ساوثهامبتون، حيث حصل على درجة البكالوريوس في الطب عام 1977 وأصبح دكتورًا في الطب عام 1986. من عام 1987 إلى عام 1989 درس في جامعة كاليفورنيا، سان فرانسيسكو.

## المسيرة العملية
بدأت المسيرة الأكاديمية لآرثر في ساوثهامبتون، حيث تم تعيينه زميلاً باحثاً ومحاضراً في الطب في عام 1982، ومحاضراً أول في عام 1989، وفي سن السابعة والثلاثين، تم تعيينه رئيساً لكلية الطب في عام 1992. أصبح مديرًا للأبحاث في ساوثهامبتون في عام 1995، ورئيسًا لكلية الطب في عام 1998، وعميدًا لكلية الطب والصحة والعلوم الحياتية في عام 2003.
منذ 1 سبتمبر 2004 أصبح نائبًا لمستشار جامعة ليدز. في وقت تعيينه، كان أول نائب رئيس لجامعة مجموعة راسل الذي التحق بمدرسة شاملة. وفقًا لصحيفة يوركشر بوست، كان راتبه 253 ألف جنيه إسترليني.
تم تعيين آرثر رئيسًا وعميدًا لكلية لندن الجامعية في 10 ديسمبر 2012، على أن يبدأ في سبتمبر 2013، خلفًا للسير مالكولم جرانت. وقد استقال من منصبه في 10 يناير 2021، وحل محله ميخائيل سبينس.
تم تكريم آرثر بلقب فارس في حفل تكريمات يوم الميلاد لعام 2022 لخدماته في مجال التعليم العالي.

## الابحاث
بدأ آرثر في تطوير اهتماماته في علم الأمراض الخلوي والجزيئي لتشمع الكبد أثناء زمالة فوجارتي الدولية للسفر لمدة عامين في جامعة كاليفورنيا، سان فرانسيسكو (1988-1990). في عام 2002، حصل على جائزة فولبرايت للباحثين المتميزين لإجراء أبحاث في علم الأحياء الخلوية في كلية طب ماونت سيناي في مدينة نيويورك.
وقد تم الاعتراف بمساهمته في مجال البحث من خلال منحه جائزة مؤسسة الكبد الأمريكية للأبحاث (1987) وميدالية لينكر من الكلية الأطباء الملكية، لندن (1994)، بعد عام من حصوله على الزمالة. أصبح زميلاً في أكاديمية العلوم الطبية في عام 1998 وزميلاً في الجمعية الملكية للفنون والتصنيع والتجارة في عام 2006.
كان آرثر عضوًا في مجالس تحرير العديد من المجلات الأكاديمية، بما في ذلك مجلة أمراض الكبد، ومجلة طب الكبد المقارن، ومجلة الأمعاء والعيادات في أمراض الجهاز الهضمي.

## أدوار أخرى
ترأس آرثر لجنة الخلية والجزيئات في صندوق ويلكوم (2003-2004). وكان عضوًا في لجنة تقييم الأبحاث التابعة لمجلس تمويل التعليم العالي في إنجلترا لعام 2001 للطب القائم على المستشفيات ولجنة الأبحاث الاستراتيجية التابعة للمجلس (2003-2005).
وشملت الأدوار الأخرى لآرثر العضوية في المجموعة الاستشارية لوزارة الصحة بشأن التهاب الكبد (1998-2004) ورئيس الجمعية البريطانية لدراسة الكبد (2001-2003). وكان رئيسًا لمجلس أمناء مؤسسة الكبد البريطانية (2003-2006) ونائبًا للرئيس حاليًا (2007-). كما ترأس آرثر أيضًا المجموعة التوجيهية الوطنية لاستفتاء الطلاب الوطني (2005-2008). كان آرثر رئيسًا لمجموعة راسل للجامعات (2009-2012).
تشمل الأدوار الحالية والتعيينات العامة لآرثر مفوض لجنة فولبرايت الأمريكية / البريطانية (2008-)، وعضوية مجلس البحوث الطبية (المملكة المتحدة)(2008-)، ورئيس المجموعة الاستشارية للخدمات الوطنية المتخصصة (2010-).
وهو عضو مجلس إدارة مجلس الصناعة والتعليم العالي (2012-). آرثر هو عضو مجلس إدارة أوبرا نورث (2006-). وهو أحد أمناء مركز لندن.

## الحياة الشخصية
آرثر متزوج من طبيبة الأطفال الاستشارية إليزابيث س. ماكوجي (تزوجا عام 1979)، ولديهما ابنتان (ولدتا عامي 1983 و1985) وابن واحد (ولد عام 1987). ومن هوايات آرثر الإبحار.